# Actinostrobus pyramidalis
Actinostrobus pyramidalis är en cypressväxtart som beskrevs av Friedrich Anton Wilhelm Miquel. Actinostrobus pyramidalis ingår i släktet Actinostrobus och familjen cypressväxter. IUCN kategoriserar arten globalt som nära hotad. Inga underarter finns listade i Catalogue of Life.